# Графство Оркни
О́ркни (англ. Earldom of Orkney) — графство в Шотландии, образованное норвежскими викингами, а затем вошедшее в состав королевства Шотландия. Титулом графа (ярла) Оркни до 1231 года владели выходцы из одной и той же норвежской династии.
На норвежском этапе включало в себя Оркнейские и Шетландские острова, Кейтнесс и Сатерленд, в дальнейшем территория графства сократилась до собственно Оркнейского архипелага.

## История
Оркнейские и Шетландские острова лежат на самом севере Шотландии. Пикты поселились на Оркнеях во время бронзового века, и сохранившиеся археологические данные показывают, что там жили люди до викингов, вероятно, в последней части VIII века, хотя это полностью не доказано. Предполагается, что на островах проживали отшельники. Викинги появились в этом регионе примерно в IX веке. Неизвестно, что после этого произошло с пиктами: были они полностью истреблены, ассимилировали, мигрировали или проживали какое-то время вместе с викингами, однако следы их культуры на Оркнейских островах не сохранилось.
Формально Оркнеи считались частью Норвежского королевства, хотя влияние норвежских королей было незначительным. Лишь в начале XII века над Оркни на несколько лет установилось прямое управление норвежского конунга Магнуса Голоногого. В начале XIII века в Исландии неизвестный автор составил Сагу об оркнейцах — один из главных письменных источников, рассказывающих о жизни норвежцев в Шотландии.
В конце IX века Харальд Прекрасноволосый захватил Оркнейские и Шетландские острова, присоединил их к своему королевству и передал их в лен (или во владение, так как считается, что в это время в Норвегии ещё не были хорошо развиты феодальные отношения) своему стороннику Регнвальду из Мёра. Регнвальд в свою очередь передал эту территорию своему брату Сигурду. Тому удалось расширить новое протокоролевство, захватил небольшую область на севере континентальной Шотландии. Ныне это графство Кейтнесс. Впоследствии Кейтнесс находился то под правлением оркнейских ярлов, то ставленников шотландских королей. После того, как умер Сигурд и его сын, Оркни стали править сыновья Регнвальда из Мёра и их потомки.
В 1137 году в Керкуолле началось строительство собора в честь святого Магнуса, который был убит будучи ярлом примерно за 20 лет до этого. В 1195 году оркнейские ярлы потеряли Шетландские острова, которые отошли под прямое правление норвежской короны, а ярлы с тех пор становятся все более зависимыми от метрополии. Это произошло после того, как ярл Харальд Маддадссон поддержал в борьбе против будущего конунга Норвегии Сверрира его противников. Последний ярл из династии Рёгнвальда из Мёра — Йон Харальдссон утонул в 1231 году во время морского путешествия. В том же году титул графа или мормэра Кейтнесса был передан Магнусу, сыну Гилбрайда, мормэра Ангуса, который основал новую династию. В 1379 году Хокон VI Магнуссон предоставил графство Генри Синклеру.
В 1468 году владение Оркнейскими и Шетландскими островами передано королём Дании Кристианом I вместо неоплаченного приданого его дочери Маргариты, которая была обручена с шотландским принцем Джеймсом в залог уплаты приданого. Кристиан I передал Шотландии Оркнейские и Шетландские острова, принадлежавшие до того времени норвежской короне. Поскольку приданое так никогда и не было выплачено, острова перешли в собственность короля Якова III и, таким образом, были присоединены к Шотландии.
Графство, находившееся без политической поддержки Норвегии, было передано шотландским дворянам. В 1471 году Якова III передал земли в Шотландии, в которые входил Кейтнесс, Уильяму Синклеру в обмен на острова, которыми он владел. Таким образом, Оркнейские острова стали частью Королевства Шотландии.
В 1567 году Джеймс Хепберн, 4-й граф Ботвелл, муж Марии Стюарт, королевы Шотландии, получил титул герцога Оркнейских островов. Когда Мария потеряла власть, её муж лишился титула и владений на Оркнейских островах.
Роберт Стюарт, внебрачный сын Якова V, получил титул графа Оркни, но его сын, Патрик Стюарт, был обезглавлен Яковом VI и лишён титула.
Джордж Дуглас-Гамильтон стал графом Оркни в третьем создании в 1696 году. Его потомки носят титул по сей день.
С течением времени, особенно после второго создания титула графа Оркни, в культуру Оркнейских островов стали входить аспекты шотландской культуры, тем не менее сохраняя место норну, скандинавским фамилиям и другим различным аспектам норвежского влияния на острова. Сегодня это влияние все ещё находится на Оркнейских и Шетландских островах, что отличает их от других районов Шотландии.